# NGC 2154
NGC 2154 је расејано звездано јато у сазвежђу Златна риба које се налази на NGC листи објеката дубоког неба.
Деклинација објекта је - 67° 15' 44" а ректасцензија 5h 57m 38,3s. Привидна величина (магнитуда) објекта NGC 2154 износи 11,8 а фотографска магнитуда 12,5. NGC 2154 је још познат и под ознакама ESO 86-SC42.